# Antoine Albitreccia
Pour les articles homonymes, voir Albitreccia (homonymie).
Antoine Albitreccia, né le 25 décembre 1892 à Ajaccio et mort le 27 août 1945 dans le 17e arrondissement de Paris, est un historien et géographe français.

## Biographie
Antoine Albitreccia fut notamment professeur agrégé d'histoire au collège Fesch (Ajaccio), au lycée Henri-IV (Paris), puis à l'École supérieure de commerce de Paris.

## Publications sélectives
- La Corse : la géographie, l'évolution historique, la vie actuelle, Hachette, Paris, 1934.
- La Corse dans l'histoire (préface d'Eugène Albertini, illustrations de Louis Antoni), éditions Archat, Lyon et Paris, 1939.
- Le plan terrier de la Corse au XVIIIe siècle, Presses universitaires de France, Paris, 1942.
- Corse, son évolution au XIXe siècle et au début du XXe siècle, Presses universitaires de France, Paris, 1942.
- Histoire de la Corse, Presses universitaires de France, Paris, 1947.